# 東葛テクノプラザ

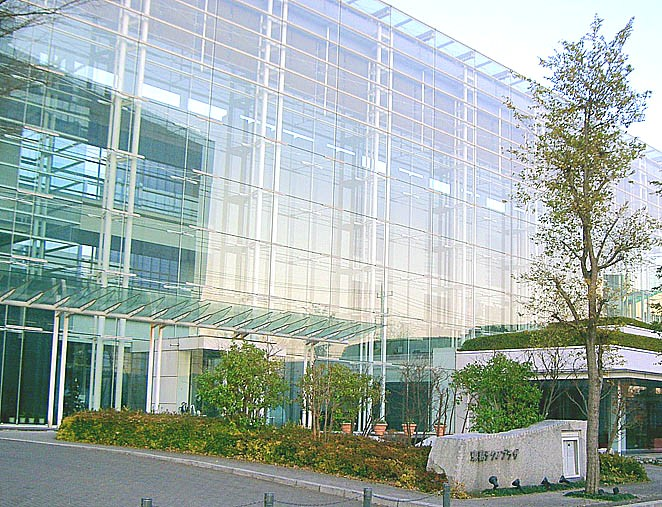
東葛テクノプラザ

東葛テクノプラザ ( とうかつてくのぷらざ、Tokatsu Techno Plaza ) は、千葉県柏市柏の葉五丁目にある県立の企業支援施設。東京大学柏キャンパス、東大柏ベンチャープラザに隣接する。千葉県内の大学、企業との連携を軸にした新事業進出のためのインキュベータ事業等を行っている。

## 事業内容
1. インキュベータ事業
2. 研究開発
3. 教育研修
4. 技術相談
5. 依頼試験
6. 施設・設備の開放
7. 情報提供
8. 交流事業
9. 業務支援事業

## 所在地・交通
- 所在地　千葉県柏市柏の葉五丁目4番地6
- 交通
  - 首都圏新都市鉄道つくばエクスプレス柏の葉キャンパス駅からバス「国立がん研究センター」下車
  - 常磐自動車道「柏インターチェンジ」から車で約5分（国道16号「十余二工業団地入口」から車で約3分）
  - JR常磐線柏駅から「国立がん研究センター」下車

## 沿革
- 1998年 開設